# Eiko Koike
Eiko Koike (小池栄子?, Koike Eiko; Tokyo, 20 novembre 1980) è un'attrice e idol giapponese.

## Carriera
Eiko debuttò nel 1998, con la serie televisiva Bishojo H. Nel 2001 interpretò il suo primo film, Samurai Girl 21. Nel 2003 ebbe il suo primo ruolo da protagonista, nel thriller 2LDK, diretto da Yukihiko Tsutsumi. Nel 2004 fu nel cast della commedia Kamikaze Girls.
Nel 2009 vinse due premi come miglior attrice, al Yokohama Film Festival e al Mainichi Film Concours, per la sua interpretazione in Seppun, risalente al 2007. Nel 2009 ottenne il ruolo di Takasu in 20th Century Boys 2: The Last Hope, live action tratto dal celebre manga.

## Filmografia parziale
- 1998: Bishojo H (serie TV)
- 2001: Samurai Girl 21 (Samurai Gâlu 21), di Ataru Oikawa
- 2001: Man-hole, di Takayuki Suzui
- 2002: Copycat Killer (Mohou-han), di Yoshimitsu Morita
- 2003: 2LDK, di Yukihiko Tsutsumi
- 2003: College of Our Lives (Renai shashin), di Yukihiko Tsutsumi
- 2003: Melanzane - Estate andalusa (anime) (voce), di Kitaro Kosaka
- 2004: Kamikaze Girls (Shimotsuma monogatari), di Tetsuya Nakashima
- 2004: Dogs & Cats (Inuneko), di Nami Iguchi
- 2006: Oishii Proposal
- 2007: Yama Onna Kabe Onna (dorama)
- 2007: Utahime
- 2009: 20th Century Boys 2: The Last Hope (20-seiki shônen: Dai 2 shô - Saigo no kibô), di Yukihiko Tsutsumi
- 2009: 20th Century Boys 3: Redemption
- 2012: Liar Game: Reborn
- 2013: Yurusarezaru mono, di Lee Sang-il
- 2016: Sekai ichi muzukashii koi
- Watashi danna o shea shiteta (わたし旦那をシェアしてた?) – serie TV (2019)